# Volker Lippmann
Volker Lippmann (* 7. Dezember 1952 in Chemnitz) ist ein deutscher Schauspieler, Regisseur und Leiter des Theater Tiefrot in Köln.

## Werdegang
Nach seiner Schauspielausbildung an der Folkwang-Schule in Essen wurde Lippmann 1993 als „Bester Schauspieler des Landes Nordrhein-Westfalen“ ausgezeichnet. Lippmann leitet das von ihm gegründete Theater Tiefrot in Köln, in dem er auch selbst auftritt und Regie führt.
Lippmann wurde im Fernsehen durch Serien wie Sterne des Südens und Die Anrheiner bekannt; er spricht außerdem regelmäßig in Radiohörspielen.

## Auszeichnungen
- 1991: Hersfeld-Preis[1]
- 1993: Schauspieler des Jahres des Landes NRW
- 2004: 11. Theaterzwang für den besten Darsteller für Bartsch, Kindermörder

## Filmografie (Auswahl)

### Fernsehen
- 1974: Macbeth
- 1979: St. Pauli-Landungsbrücken
- 1981: Mutschmanns Reise
- 1982: Schnitzeljagd
- 1986: Jimmy Allegretto
- 1988: Tatort – Salü Palu
- 1992: Der Fahnder
- 1992–1996: Sterne des Südens
- 1996: SK-Babies
- 1997–2000: Tanja
- seit 1998: Die Anrheiner
- 1999–2000: Alarm für Cobra 11 – Die Autobahnpolizei
- 2001: Tatort – Bestien
- 2001–2009: Hallo Robbie!
- 2004: SK Kölsch
- 2005: Lindenstraße Folge 1042 "Die Anzeige"
- 2006: Ladyland – Die Kandidatin/Der Akt/Die Telenovela

### Kino
- 2012–2014: Die Männer der Emden

### Kurzfilme
- 2006: Neue Horizonte
- 2007: D-I-M - Deus In Machina
- 2008: Hong Kong

## Hörspiele
- 1999: als William in Ken Follett: Die Säulen der Erde – Regie: Leonhard Koppelmann (Hörspiel (9 Teile) - WDR)
- 2001: Andrea Camilleri: Der Hund aus Terracotta, SWR
- 2002: Christine Grän: Hurenkind, WDR
- 2003: Maud Tabachnik: Bellende Hunde beißen, WDR
- 2003: Grant Sutherland: Insider, WDR
- 2021: als John Sinclair in Jason Dark: Geisterjäger John Sinclair – Regie: Michael Braun (Lübbe Audio / Tonstudio Braun), 1 Folge

## Theater
- Woyzeck von Georg Büchner[2]
- Hilda von Marie NDiae[3]
- Der eingebildete Kranke von Molière[4]
- Der kleine Prinz von Antoine de Exupéry[5]